# Panhard VBL

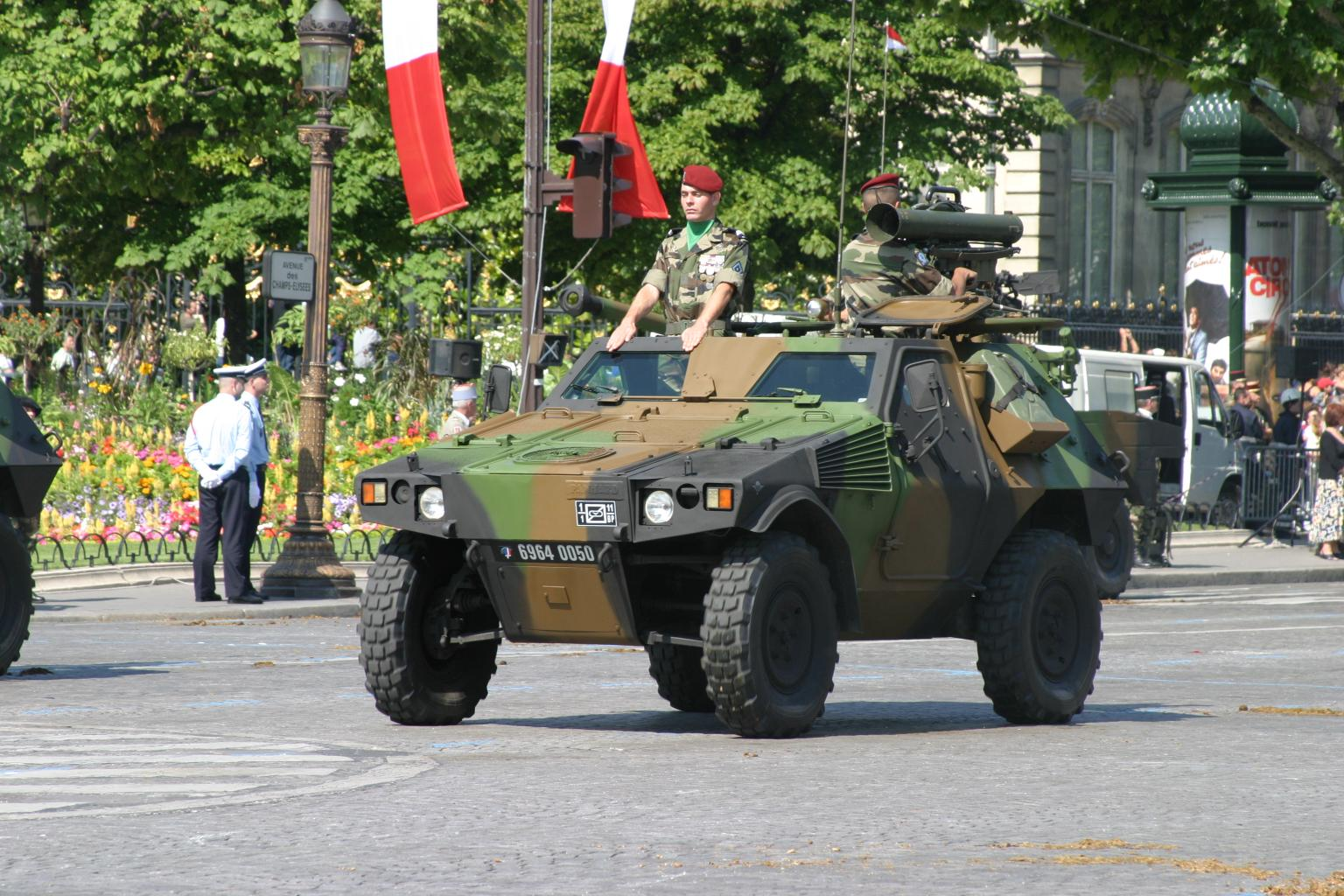
Un VBL francese MILAN.

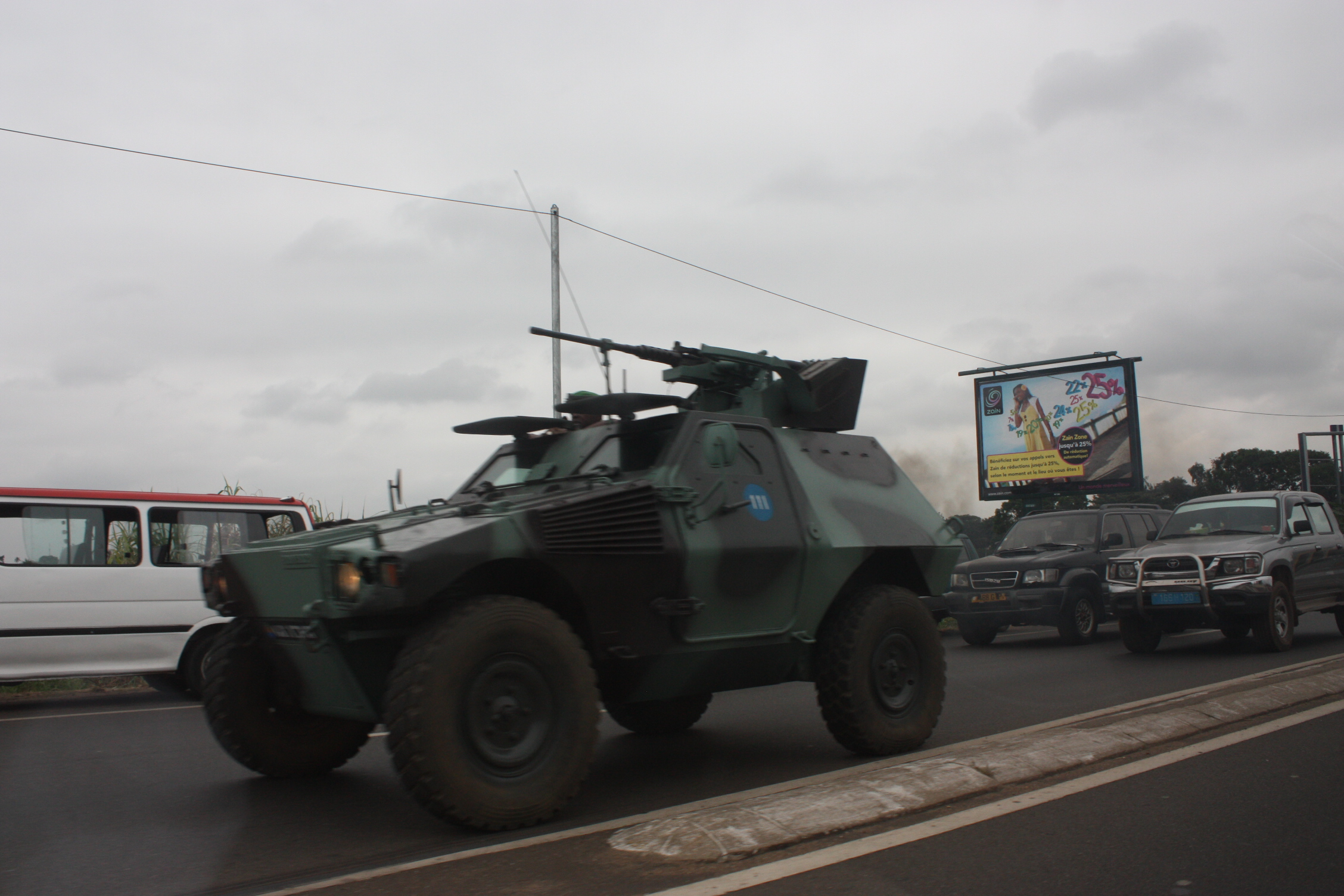
Un VBL gabonese.

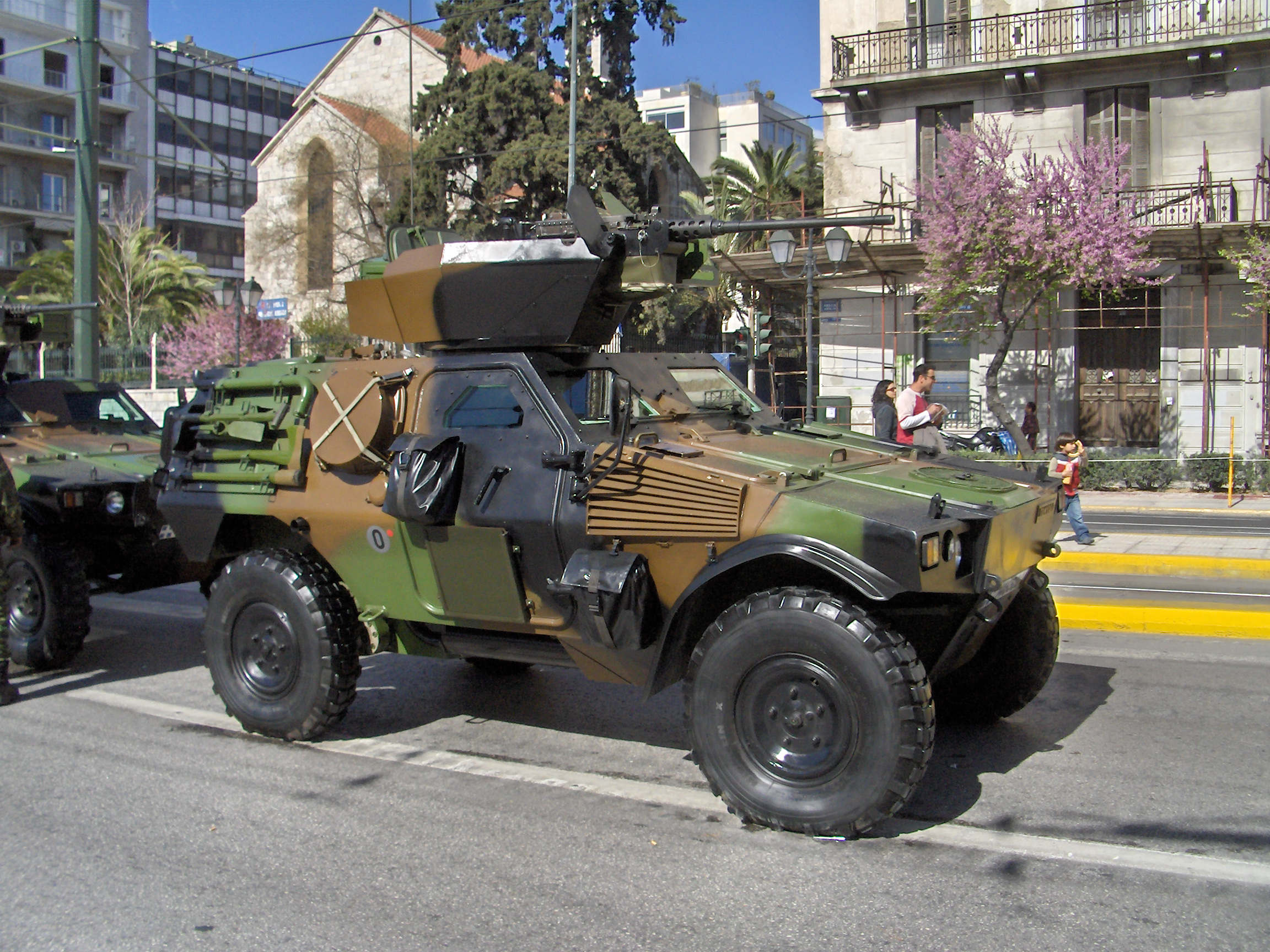
Un VBL greco.

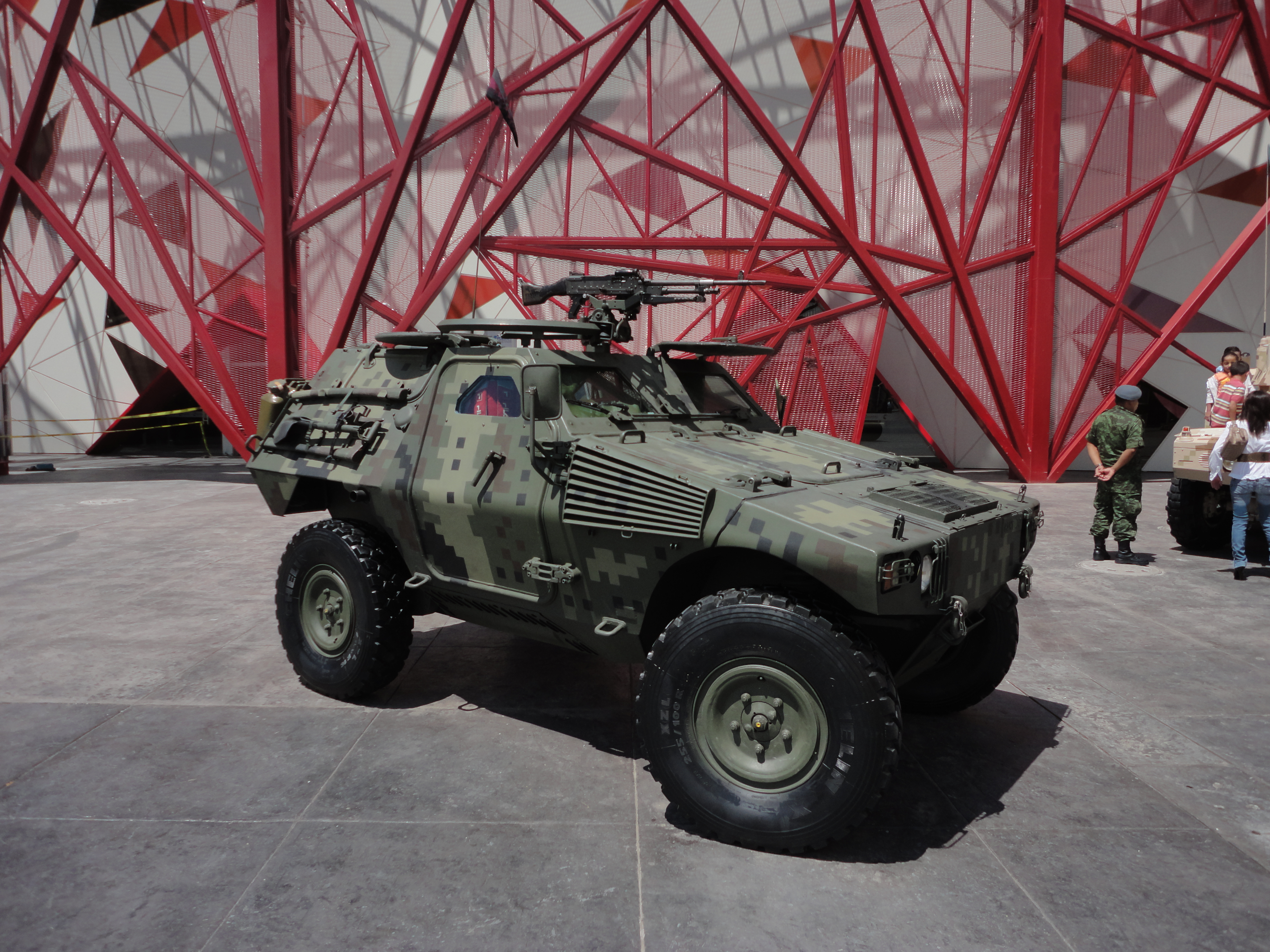
Un VBL messicano.

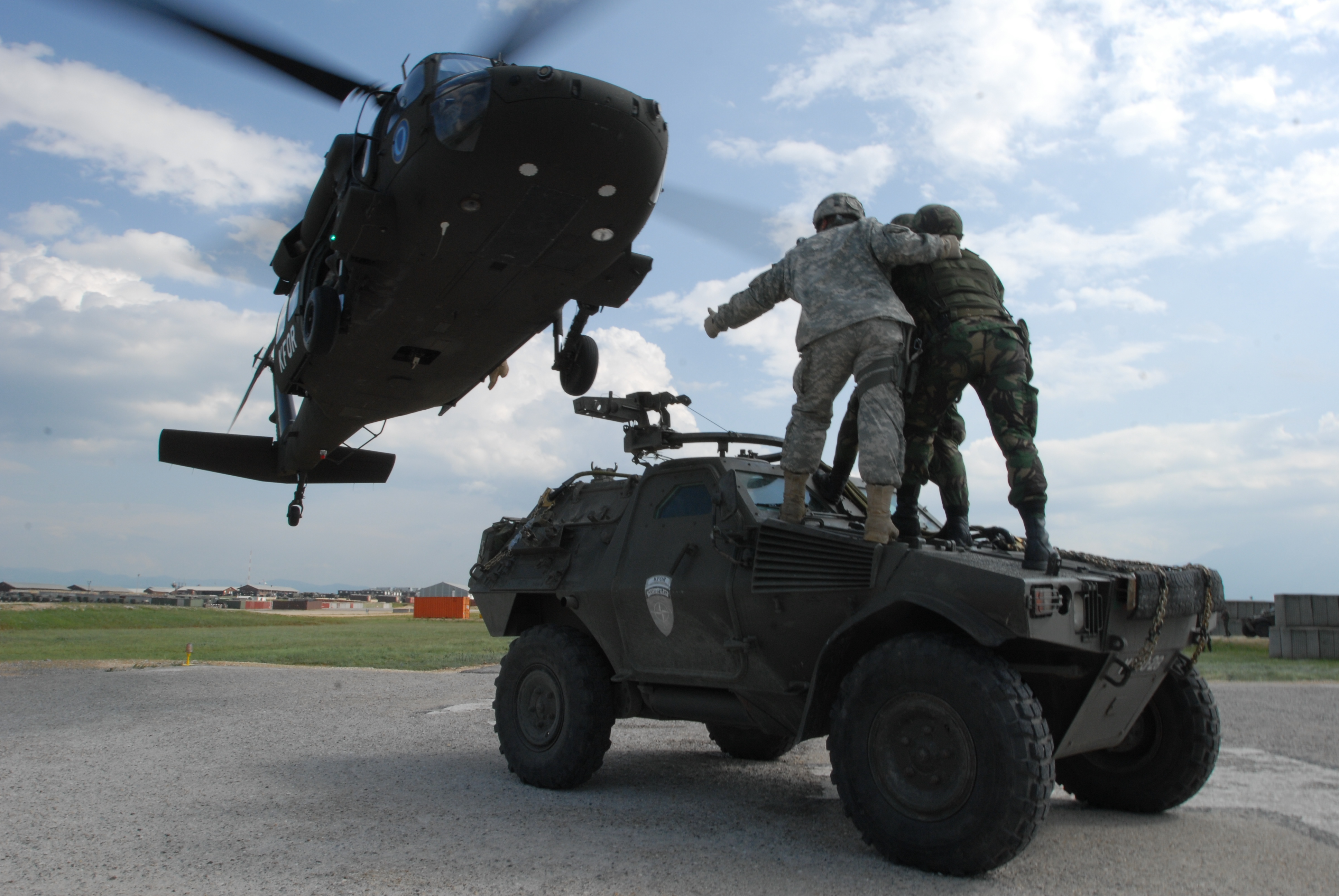
Un VBL portoghese.

Il Panhard GD Véhicule blindé léger, in sigla VBL, è un veicolo blindato leggero pensato come veicolo da ricognizione o di collegamento, dotato di una protezione contro gli attacchi NBC. Il mezzo è aerotrasportabile, elitrasportabile, paracadutabile e anfibio. È stato sviluppato a partire dagli anni 80 dalla società Panhard General Defense, ed è entrato in servizio nell'Armée de terre francese nel 1990.

## Versioni
Esistono due versioni principali del VBL, una corta da 3,84 m a tre porte e una lunga da 4 metri a 5 porte. A partire da queste due versioni la Panhard ha realizzato 13 varianti, sia per l'Armée de terre che per l'esportazione.

### Varianti
VBL Éclairage
versione da ricognizione, dotata di sistemi di ricognizione notturna.
VBL MILAN
versione anticarro, dotata del missile anticarro MILAN con 6 missili.
VBL Eryx
versione anticarro, dotata del missile anticarro Eryx con 4 missili.
VBL AT4CS
versione anticarro, dotata del lanciarazzi AT4 CS con 5 razzi.
VBL PC
versione posto di comando, dotata di chassis lungo.
VBL RECO 12.7
versione da ricognizione, dotata di chassis lungo e mitragliatrice da 12,7 mm.
VBL RECO lance-grenades
versione da ricognizione, dotata di un lanciagranate da 40 mm.

### Varianti export
VBL TOW
versione anticarro, dotata del missile anticarro BGM-71 TOW con 4 missili.

### Prototipi
VBL Canon de 20 mm
versione dotata di un cannone automatico da 20 mm.
VBL Tourelle fermée
versione dotata di una torretta chiusa e un cannone automatico da 12,7 mm.
VBL Source
versione sviluppata dalla Thales, dotata di sistemi di acquisizione video, termici e laser.
VBL Mistral
versione dotata del missile antiaereo MBDA Mistral con 6 missili.
VBL Azur
versione per l'uso in zone urbane (action en zone urbaine), dotata di parabufali e lanciagranate.

## Utilizzatori
Operatori, mezzi ordinati e ricevuti
- Francia: 1.621/1.621
- Benin: 10/10
- Botswana: 37/37
- Camerun: 5/5
- Gibuti: 10/10
- Gabon: 14/14
- Grecia: 242/242
- Indonesia: 18/18
- Kuwait: 40/40
- Libano: 6/0
- Messico: 40/40
- Niger: 7/7
- Nigeria: 72/72
- Oman: 132/132
- Libano: 6/0
- Portogallo: 37/37
- Qatar: 16/16
- Ruanda: 16/16
- Arabia Saudita: 2/2
- Senegal: 9/9
- Emirati Arabi Uniti: 24/24